# 7th Wonder
"7th Wonder" är en låt framförd av Ira Losco. Den är skriven av Philip Vella och Gerard James Borg.
Låten var Maltas bidrag i Eurovision Song Contest 2002 i Tallinn i Estland. I finalen den 25 maj slutade den på andra plats med 164 poäng.